# Biblioteca Robarts
A Biblioteca de Pesquisas John P. Robarts, (em inglês: John P. Robarts Research Library), mais comumente referida como Bibiloteca Robarts (Robarts Library) é a principal biblioteca das ciências humanas e sociais da Universidade de Toronto, e a maior biblioteca individudal da universidade. Inaugurada em 1973, foi nomeada em homenagem a John Robarts, o 17o Premier do Ontário. A biblioteca contém mais de 4,8 milhões de volumes, 4,1 milhões de microvolumes, e 740 mil outros itens. Foi inaugurada em 1972.
O prédio da biblioteca é considerado um dos exemplos mais significantes da arquitetura brutalista da América do Norte. Sua estrutura principal está sobre uma base com o formato de triângulo equilateral, e utiliza extensivamente características triangulares. A estrutura é o principal componente de um complexo de três prédios, que inclui também o prédio da Biblioteca Thomas Fischer Thomas Fisher Rare Book e o prédio Claude Bissel Building, que abriga a Faculdade de Informação. A aparência imponente da biblioteca fez com que a universidade recebesse o apelido de Fort Book ("Forte do Livro").